# مها عرام
مها عرام ( - 17 أكتوبر 2018) هي ممثلة ومخرجة ومونتاج أفلام مصرية.

## حياتها ونشأتها
مها صلاح عرام هي ابنة الموسيقار صلاح عرام ولدت بالقاهرة سنة 1965، تخرجت في قسم المونتاج بالمعهد العالي للسينما، ولكنها عملت في الإخراج، كانت مدربة سباحة لفترة من عمرها، وتحديدًا لشقيقتها المذيعة مها بهنسي، اشتركت في العديد من الأفلام مساعد مخرج، حتى أخرجت أول أفلامها التليفزيونية حواء 2000 سنة 1993، وأخرجت كذلك العديد من الفيديو كليبات وإعلانات التليفزيون والسهرات التليفزيونية، عملت كذلك ممثلة في بعض الأفلام وحصلت علي دور البطولة في فيلم القاصرات، وكان أول أعملها التمثيلية.

## أعمالها

### إخراج
الجنيه .. الجنيه
2000 - سهرة تليفزيونية
يا فرحه ما تمت
2000 - سهرة تليفزيونية
مخرج
نهر الوفاء
1999 - سهرة تليفزيونية
ابتدائية لماما
1998 - سهرة تليفزيونية
مخرج
أحلام الناس الغلابة
1998 - سهرة تليفزيونية
مخرج
مهمة في منتصف الليل
1998 - فيلم
مخرج
القلب وما يعشق
1996 - فيلم
مخرج مساعد
حواء 2000
1996 - فيلم
مخرج
اللص والثعلب
1995 - فيلم
مساعد مخرج
درس العمر
1995 - فيلم
مخرج
مربط الفرس
1994 - فيلم
مخرج
موزع البريد
1994 - فيلم
مخرج
طريق الشيطان
1993 - فيلم
مخرج مساعد
الراقصة والشيطان
1992 - فيلم
مساعد مخرج
الشقي
1992 - فيلم
مخرج مساعد
لن أنسى أبدا
1992 - فيلم
مخرج مساعد
هرم للإيجار
1992 - فيلم
مخرج
الكمين
1991 - فيلم
مساعد مخرج
تحت الربع
1991 - فيلم
مساعد مخرج
جيل آخر زمن
1991 - فيلم
ساعد في الإخراج
الشيطانة
1990 - فيلم
مخرج مساعد
هرم للايجار
1990 - فيلم
مخرج
الأوهام
1988 - فيلم
ساعد في الإخراج
السجينتان
1988 - فيلم
مخرج مساعد
ولو بعد حين
1988 - فيلم
مساعد مخرج ثان
قاهر الزمن
1987 - فيلم
مخرج مساعد
الخط الساخن
1986 - فيلم
مساعد مخرج
تحت التهديد
1986 - فيلم
مساعد مخرج ثان
سري للغاية
1986 - فيلم
سكريبت
تل العقارب
1985 - فيلم
سكريبت
سنوات الخطر
1985 - فيلم
سكريبت
بيت القاصرات
1984 - فيلم
مخرج مساعد
الصديقات الثلاثة
0 - فيلم
مخرج مساعد
الوصية
0 - فيلم
سكريبت
حلة برستو
0 - سهرة تليفزيونية
مخرج
قيد لا ينكسر
0 - سهرة تليفزيونية
مخرج
ورق جرايد
0 - فيلم
مخرج

### تمثيل
تحت التهديد
1986 - فيلم
راقصة عيد الميلاد
خرج ولم يعد
1985 - فيلم
العايقة والدريسة
1984 - فيلم
بيت القاصرات
1984 - فيلم

### موسيقى
مربط الفرس
1994 - فيلم
ألحان وموسيقى تصويرية
هرم للإيجار
1992 - فيلم
ألحان وموسيقى تصويرية

### مونتاج
في قافلة الزمان
1984 - مسلسل
تركيب الفيلم

## وفاتها
عانت من مرض السرطان لمدة سنوات طويلة، إلى أن وافتها المنية في 17 أكتوبر 2018.